# Автомобильные воры
«Автомобильные воры» (англ. The Automobile Thieves) — американский короткометражный немой драматический фильм Дж. Стюарта Блэктона, снятый киностудией Vitagraph. Слепок фильма хранится в Архиве кино и телевидения Калифорнийского университета в Лос-Анджелесе.

## Сюжет
Фильм рассказывает о молодой паре, совершающей ряд грабежей.